# Allie Katch
Ne doit pas être confondu avec Allie (catch).
Alison Woodard (née le 16 février 1994), est une catcheuse (lutteuse professionnelle) américaine évoluant sur le circuit indépendant sous le nom d'Allie Katch. Elle est apparue dans de nombreuses promotions telles que Game Changer Wrestling (en), National Wrestling Alliance et Progress Wrestling. Elle a auparavant lutté sous les noms d'Allie Kat et Stray Kat.

## Carrière

### Débuts
Alison Woodard s'entraîne pour devenir catcheuse à Austin au sein de l'école de catch de George de la Isla. Elle fait ses débuts à l'été 2015 sous le nom d'Allie Kat et lutte alors dans des petites fédérations du Sud Ouest des États-Unis.

### Game Changer Wrestling (2017; 2019-...)
Le 30 décembre 2017, à The Compound Fight Club : Chapitre 1, Kat fait ses débuts à la Game Changer Wrestling (en) (GCW), en perdant contre Faye Jackson. Le 6 avril 2019 à Orange Cassidy Is Doing Something Or Whatever, elle remporte un match Lumberjack Swamp Monster Elimination,. Le 10 octobre 2020, Kat participe à une bataille royale à 30 participants au Joey Janela's Spring Break 4. Le 9 avril 2022, à Paranoid, Katch remporte les GCW Tag Team Championship avec Effy,. Ils perdent les titres contre Los Mazisos (Ciclope et Miedo Extremo) le 29 juillet, à The People vs. GCW, dans un match WarGames à 5 équipes,.

### All Elite Wrestling
Katch apparait dans l'épisode d'AEW Dark du 21 septembre 2021, où elle perd contre Big Swole,.

### Progress Wrestling
Katch a fait ses débuts à la Progress Wrestling au Chapitre 141, le 19 septembre 2022, où elle a fait équipe avec Kanji dans une défaite contre Lana Austin et Skye Smitson avec une interférence de LA Taylor. Ke 12 février 2023, au Chapitre 149, elle gagne contre Session Moth Martina après une autre interférence de LA Taylor. Le 25 juin, à DEFY x PROGRESS, Katch combat pour le championnat féminin DEFY dans un match à quatre mais perd le match.

## Vie privée
Le 19 octobre 2019, Woodard annonce sa pansexualité sur Twitter.

## Palmarès
- Capital City Championship Combat
  - Terry Ann Gibson Memorial Tag Team Tournament (2019) - avec Jody Threat [18]
- Game Changer Wrestling (en)
  - 1 fois GCW Tag Team Championship - avec Effy [8]
- Hoodslam
  - 2 fois Best Athlete in the East Bay Championship [19]
- Pro Wrestling Magic
  - 1 fois PWM Women's Champion[20]
- River City Wrestling
  - 1 fois RCW Women's Champion [21]
- Wrestling With Wregret
  - 1 fois WWW Youtube Championship[22]

## Récompenses des magazines
- Pro Wrestling Illustrated

| Année       | 2020 | 2021 | 2022 | 2023 |    |
| ----------- | ---- | ---- | ---- | ---- | -- |
| PWI 500     | 110  | 111  | 111  | 135  |    |
| PWI Women's | 58   | 58   | 51   | 64   | 82 |